# Liste des évêques de Tulle
Le Diocèse de Tulle a été créé en 1317 par scission du diocèse de Limoges. La bulle d'organisation du diocèse du pape Jean XXII est datée d'Avignon le 13 août 1317. Une bulle du 7 février 1318 a réglé les limites du nouvel évêché composé d'une partie du Limousin avec des enclaves dans le Périgord et le Quercy, après avis des évêques de Limoges et de Tulle. Les évêques devaient prendre le titre de vicomte.
À la suite de la signature du concordat de 1801, de nouvelles circonscriptions diocésaines ont été adoptées en 1802 par le pape Pie VII et Napoléon Bonaparte. Le département de la Corrèze a été réuni à l'évêché de Limoges. Mais, en 1823, le diocèse de Tulle a été créé dans le département de la Corrèze.

## Liste des évêques
| numéro                                                                    | début            | fin              | évêque                                              | notes                                                     |
| ------------------------------------------------------------------------- | ---------------- | ---------------- | --------------------------------------------------- | --------------------------------------------------------- |
| 1                                                                         | 1317             | 1333             | Arnaud Ier de Saint-Astier                          |                                                           |
| 2                                                                         | 1333             | 1337             | Arnaud II de Clermont                               | membre de la Maison de Clermont-Tonnerre                  |
| 3                                                                         | juil 1342        | sep 1342         | Hugues Ier Roger                                    | cardinal                                                  |
| 4                                                                         | 1342             | 1344             | Guy de Saint-Martial                                |                                                           |
| 5                                                                         | 1344             | 1347             | Bertrand Ier de Saint-Martial                       | transféré à Saint-Papoul                                  |
| 6                                                                         | fév 1347         | oct 1347         | Pierre Ier d'Aigrefeuille                           | transféré à Vabres                                        |
| 7                                                                         | 1348             | 1361             | Archambaud de Saint-Chamant                         |                                                           |
| 8                                                                         | 1361             | 1370             | Laurent des Biars                                   |                                                           |
| 9                                                                         | 1369             | 1371             | Jean Ier le Févre, Fabri ou Faure                   | cardinal                                                  |
| 10                                                                        | 1371             | 1376             | Bertrand II de Cosnac                               | transféré à Poitiers                                      |
| 11                                                                        | 1377             | 1408             | Pierre II de Cosnac                                 |                                                           |
| 12                                                                        | 1408             | 1416             | Bertrand III de Botinaud                            |                                                           |
| 13                                                                        | nov 1416         | dec 1416         | Guillaume de Combarel                               |                                                           |
| 14                                                                        | 1416             | 1421             | Martin de Saint-Sauveur                             |                                                           |
| 15                                                                        | 1421             | 1423             | Hugues II de Combarel                               | transféré à Béziers                                       |
| 16                                                                        | 1423             | 1426             | Bertrand IV de Maumont                              |                                                           |
| 17                                                                        | 1426             | 1451             | Jean II de Cluys (Closis)                           |                                                           |
| 18                                                                        | 1451             | 1454             | Hugues III d'Aubusson                               |                                                           |
| 19                                                                        | 1454             | 1471             | Louis Ier d'Aubusson                                |                                                           |
| 20                                                                        | 1471             | 1495             | Denis de Bar                                        | transféré à Saint-Papoul                                  |
| 21                                                                        | 1495             | 1514             | Clément de Brillac                                  |                                                           |
| 22                                                                        | 1515             | 1535             | François Ier de Lévis de Vebntadour                 |                                                           |
| 23                                                                        | 1536             | 1539             | Jacques Hamelin                                     |                                                           |
| 24                                                                        | 1539             | 1544             | Pierre III Duchâtel ou du Chastel                   | transféré à Mâcon                                         |
| 25                                                                        | 1544             | 1550             | François II de Faucon 1544-1550                     | transféré à Orléans                                       |
| 26                                                                        | 1551             | 1560             | Jean III de Fonsèque de Surgères                    |                                                           |
| 27                                                                        | 1560             | 1583             | Louis II Ricard de Gourdon de Genouillac de Vaillac |                                                           |
| 28                                                                        | 1583             | 1586             | Flotard Ricard de Gourdon de Genouillac de Vaillac  |                                                           |
| 29                                                                        | 1588             | 1594             | Antoine de La Tour                                  |                                                           |
| 30                                                                        | 1594             | 1599             | Jean IV Visandon                                    |                                                           |
| 31                                                                        | 1599             | 1652             | Louis III de Gourdon de Genouillac de Vaillac       |                                                           |
| 32                                                                        | 1653             | 1671             | Louis IV de Rechignevoisin de Guron                 | transféré à Comminges                                     |
| 33                                                                        | 1672             | 1679             | Jules Mascaron                                      | transféré à Agen                                          |
| 34                                                                        | 1681             | 1702             | Humbert Ancelin                                     |                                                           |
| 35                                                                        | 1702             | 1720             | André-Daniel de Beaupoil de Saint-Aulaire           |                                                           |
| 36                                                                        | 1721             | 1723             | Louis-Jacques Chapt de Rastignac                    | transféré à Tours                                         |
| 37                                                                        | 1725             | 1740             | Charles du Plessis d'Argentré                       |                                                           |
| 38                                                                        | 1740             | 1761             | François III de Beaumont d'Autichamp                |                                                           |
| 39                                                                        | 1762             | 1764             | Henri-Joseph-Claude de Bourdeilles                  |                                                           |
| 40                                                                        | 1765             | 1790             | Charles-Joseph de Raffélis de Saint-Sauveur         | mort en 1791. Dernier évêque de Tulle de l'Ancien régime. |
|                                                                           | 1791             | 1793             | Jean-Joseph Brival                                  | évêque constitutionnel de la Corrèze                      |
| Le diocèse est supprimé par le Concordat de 1801. Il est rétabli en 1822. |                  |                  |                                                     |                                                           |
| 41                                                                        | 1823             | 1824             | Claude-Joseph-Judith-François-Xavier de Sagey       |                                                           |
| 42                                                                        | 1825             | 1842             | Augustin de Mailhet de Vachères                     |                                                           |
| 43                                                                        | 1842             | 1878             | Jean-Baptiste-Pierre-Léonard Berteaud               |                                                           |
| 44                                                                        | 1878             | 1908             | Henri Dénéchau                                      |                                                           |
| 45                                                                        | 1908             | 1913             | Albert Nègre                                        | transféré à Tours                                         |
| 46                                                                        | 1913             | 1918             | Joseph-Marie-François-Xavier Métreau                |                                                           |
| 47                                                                        | 1918             | 1939             | Jean V Castel                                       |                                                           |
| 48                                                                        | 1940             | 1962             | Amable Chassaigne                                   | retraite en janvier 1962                                  |
| 49                                                                        | Jan 1962         | Août 1962        | Marcel Lefebvre                                     | supérieur des spiritains en 1962.                         |
| 50                                                                        | 1963             | 1970             | Henri-Clément-Victor Donze                          | transféré à Tarbes                                        |
| 51                                                                        | 1970             | 1984             | Jean-Baptiste Brunon                                | (P.S.S), resigné en 1984                                  |
| 52                                                                        | 1985             | 1996             | Roger Froment                                       | resigné en 1996                                           |
| 53                                                                        | 1997             | 2000             | Patrick Le Gal                                      | transféré au diocèse aux Armées (2000)                    |
| 54                                                                        | 2001             | 12 décembre 2013 | Bernard-Louis-Marie Charrier                        |                                                           |
| 55                                                                        | 12 décembre 2013 | 1er octobre 2024 | Francis Bestion                                     | transféré à Blois                                         |
| 56                                                                        | 15 avril 2025    | en cours         | Éric Bidot                                          |                                                           |